# 万塞讷站
万塞讷站（法語：Gare de Vincennes）是位于法国巴黎东郊马恩河谷省万塞讷市的快速铁路车站，法兰西岛大区快速铁路A线主线（RER A线）上东侧的最后一站。A线从万塞讷站向东分为两个支线：以布瓦西圣莱热站为终端站的A2支线和以马恩拉瓦莱-谢西站（巴黎迪士尼乐园）为终端站的A4支线。

## 概况
万塞讷站坐落在巴黎东郊，是法兰西岛大区快速铁路主线上东侧的最后一站。A线从万塞讷站向东分为两个支线：以布瓦西圣莱热站为终端站的A2支线和以马恩拉瓦莱-谢西站（巴黎迪士尼乐园）为终端站的A4支线。万塞讷站也是法兰西岛大区中唯一一个位于二环（zone 2）资费区域的车站。

### 乘客流量
据巴黎大众运输公司（RATP）的数据，2011年万塞讷站的入站乘客总人次数为5874104人次。

## 服务
- 开往布瓦西圣莱热站（A2支线）的车次：在正常时段的发车频率是10分钟一班。高峰时段的发车频率是每小时6到12班。每日晚间的发车频率是15分钟一班。
- 开往马恩拉瓦莱-谢西站（A4支线）的车次：在正常时段的发车频率是5分钟一班。高峰时段的发车频率是每小时12到18班。周六与周日的发车频率是10分钟一班。每日晚间的发车频率是15分钟一班。
- 开往巴黎市区方向的车次：在正常时段的发车频率是每小时18班。高峰时段的发车频率是每小时18到30班。周六与周日的发车频率是每小时12班。每日晚间的发车频率是每小时8班。

## 换乘路线
丰特奈谷站位于巴黎二环。车站口有接驳邻近地区的公交车线路：
- RATP公交线路： 56，115，118，124，215，318，325

## 附近
车站旁边是巴黎东部的万塞讷森林公园。此外巴黎地铁1号线的终端站：万塞讷城堡站和邻接的贝洛站也在万塞讷站附近。

## 图集

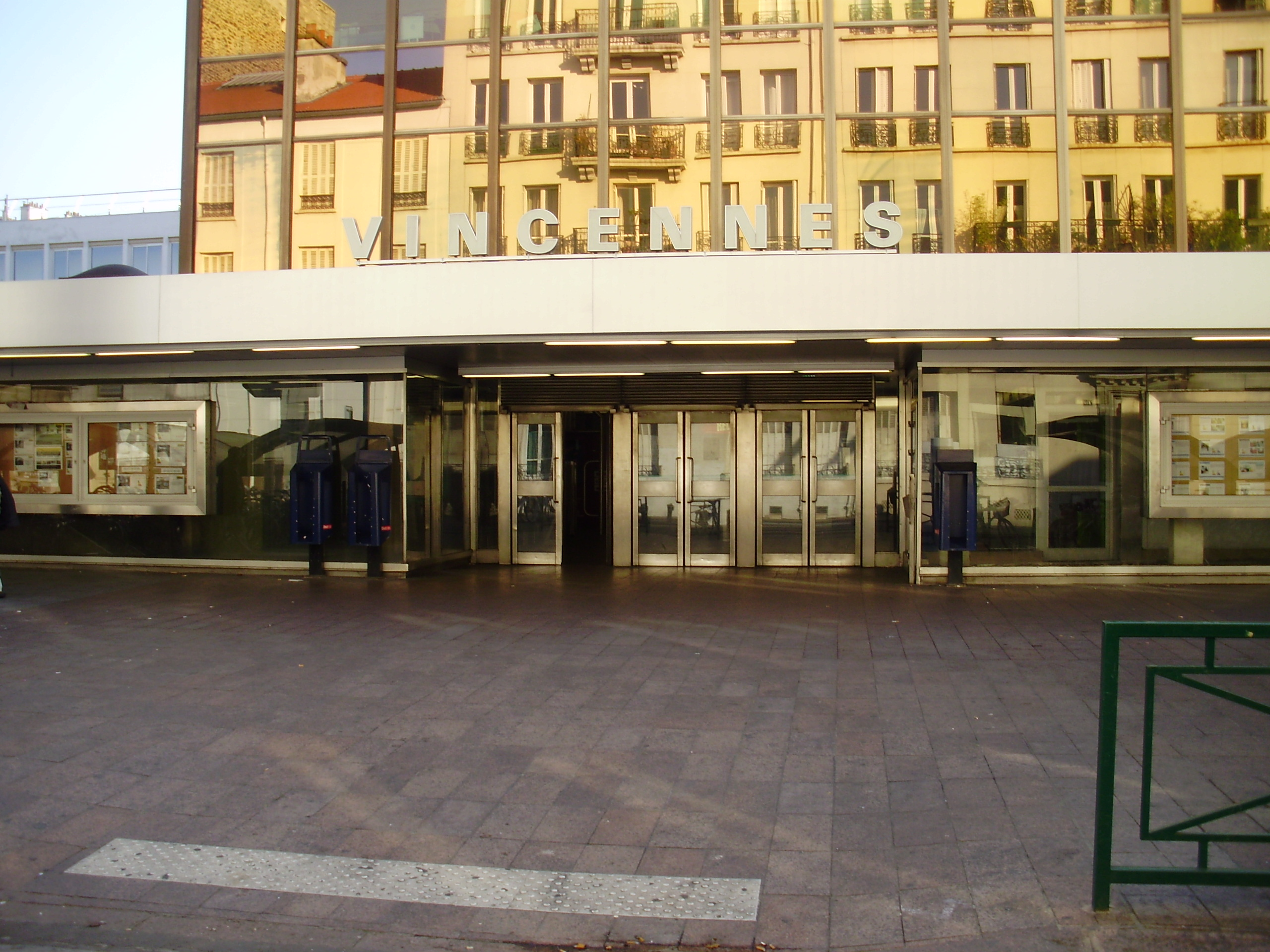
出入口
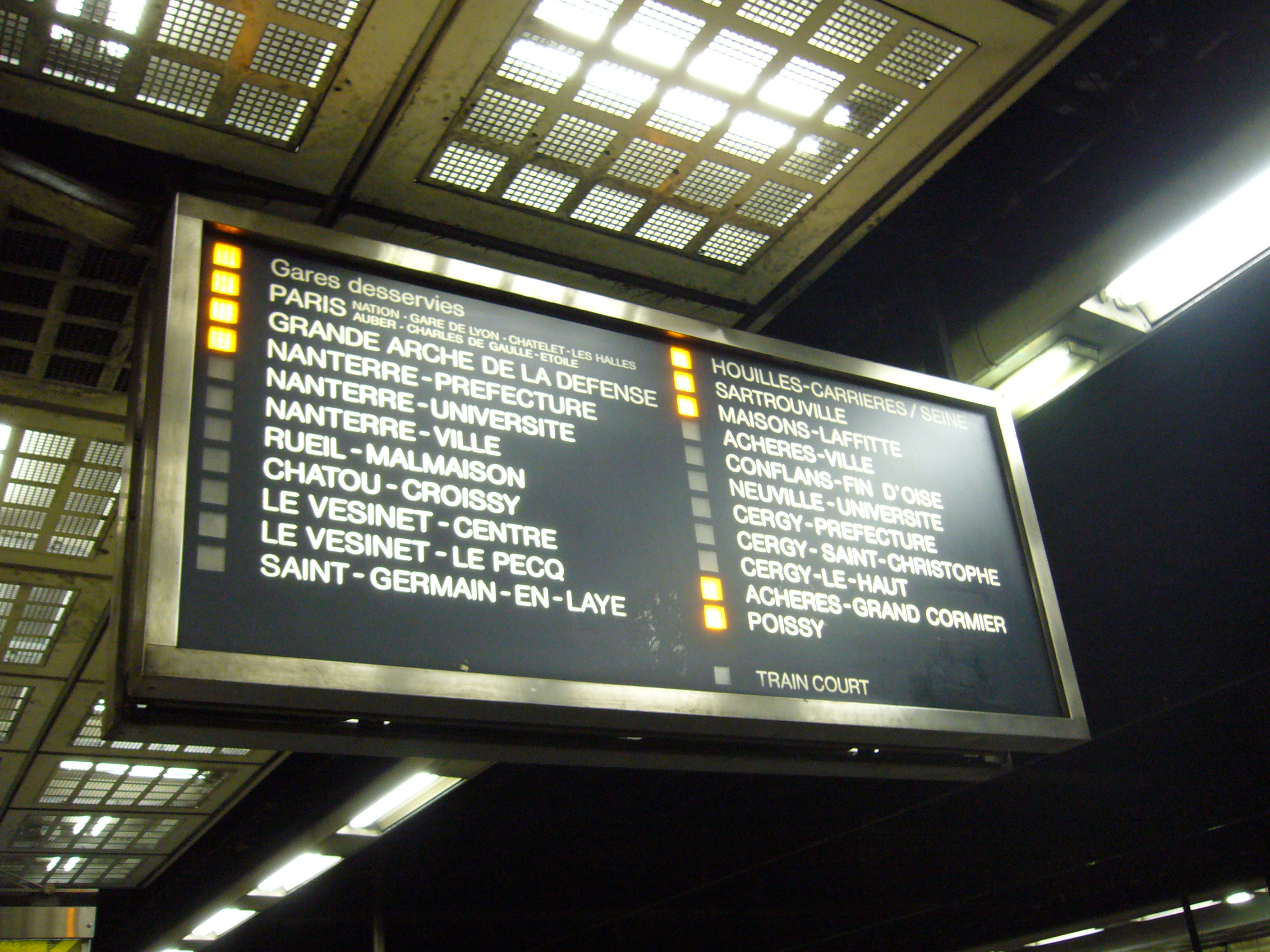
往巴黎及西侧各支线方向的站台指示灯牌
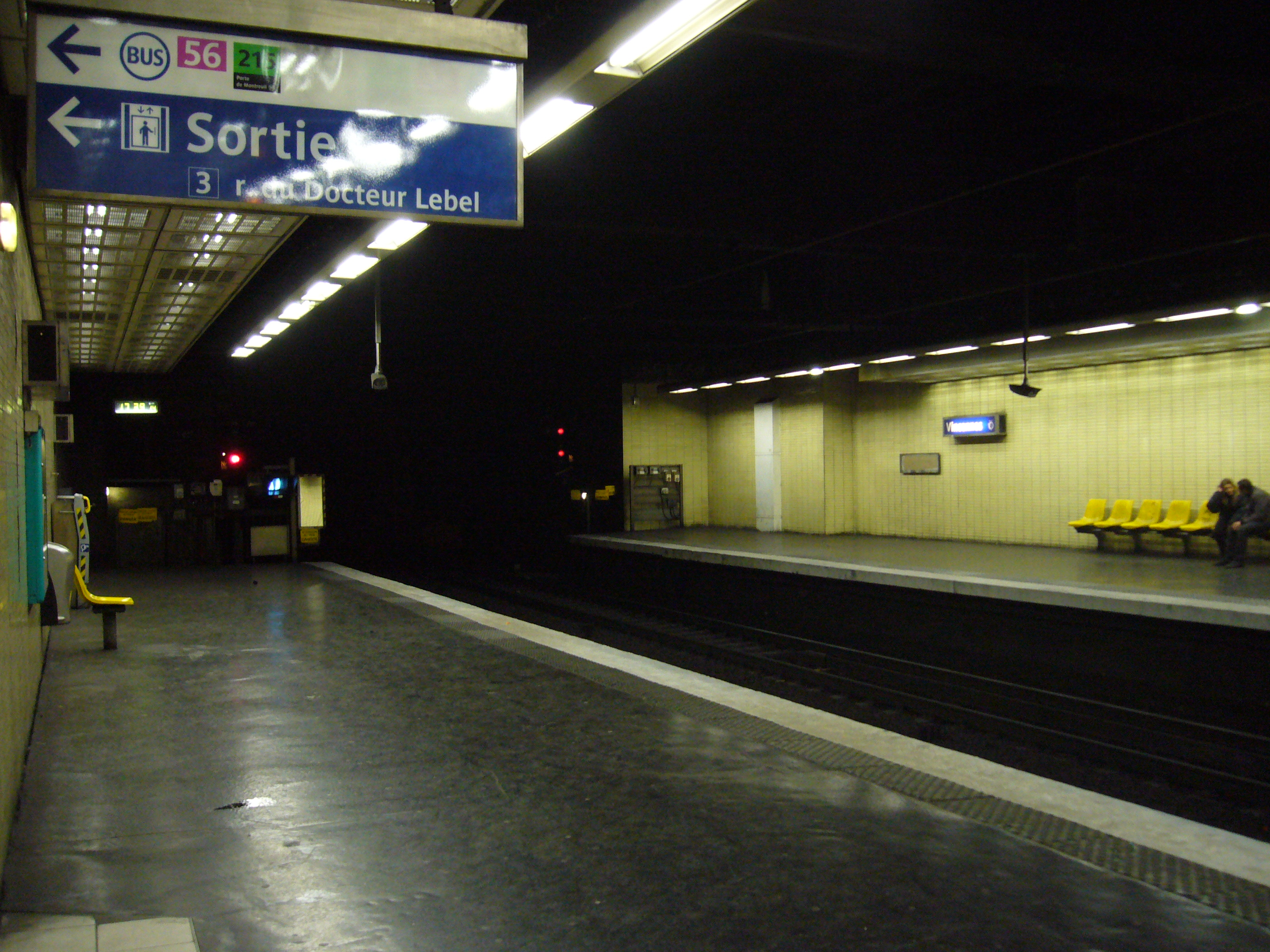
东侧的列车进出站口
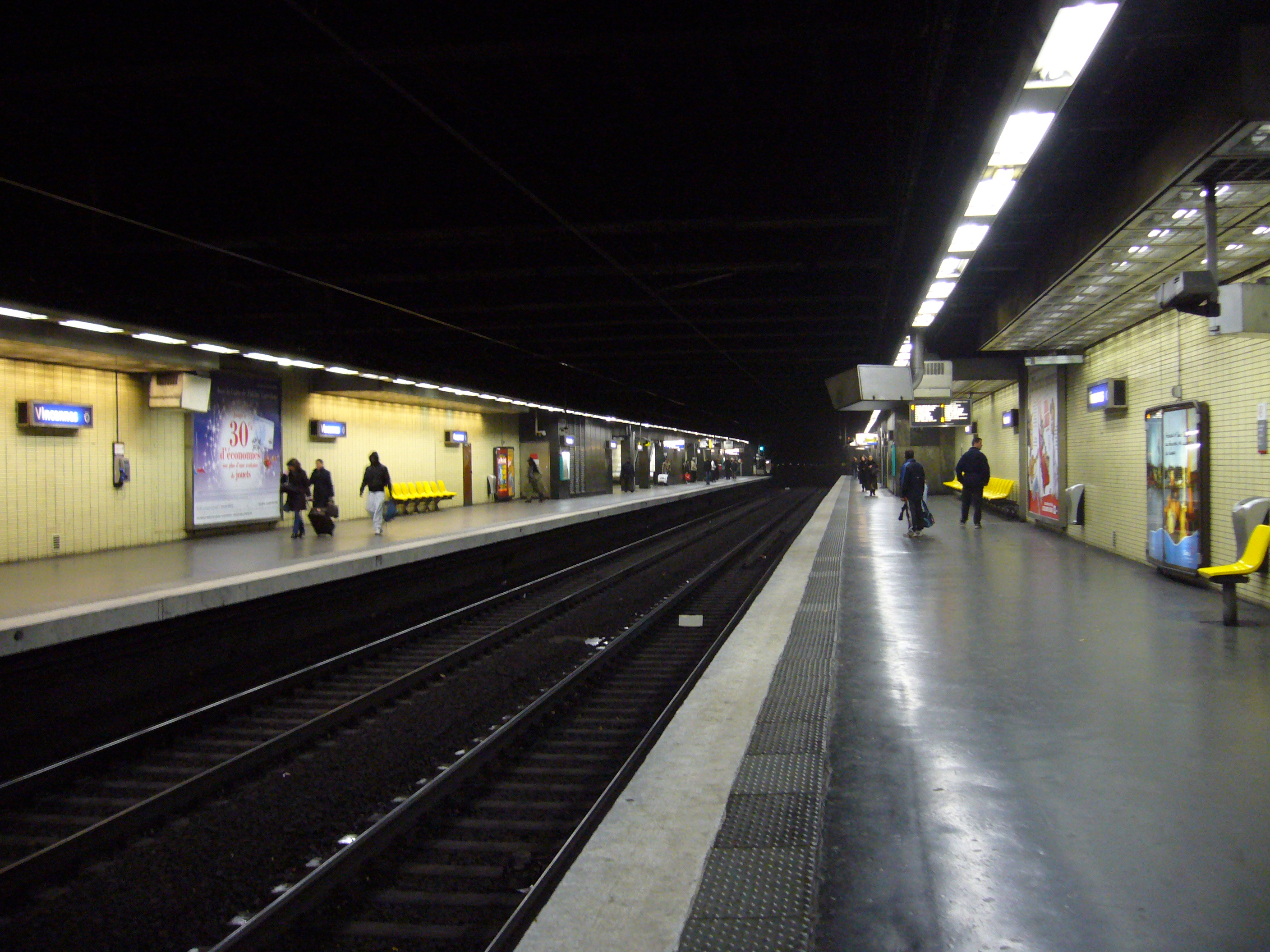
巴黎方向的列车进出站口
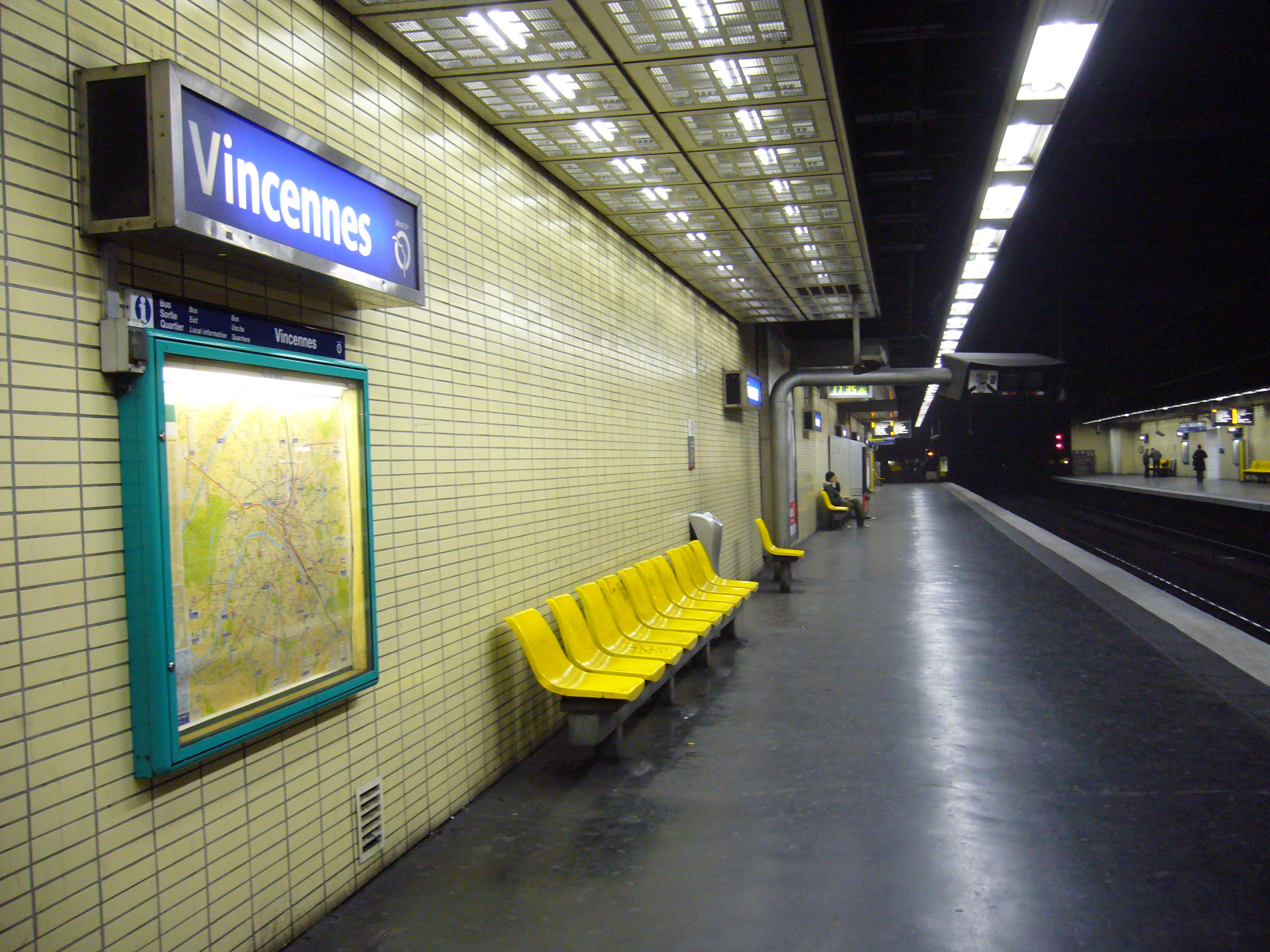
站台